# Vandområdeplan 1.3 Mariager Fjord
Vandplan 1.3 Mariager Fjord omfatter et areal på godt
574 km² omkring Mariager Fjord og hovedparten at området ligger i   Mariagerfjord Kommune, men berører  også områder i Rebild- og Randers Kommune. Mariager Fjord er 42 km lang og slynger sig gennem landskabet fra
Hobro i vest til Als Odde i øst. Landområdet strækker sig fra Rold Skov i nord til Allestrupgård Plantage i syd og fra Hobro i vest til fjordens udløb i Kattegat i øst. I området  bor der
omkring 37.000 indbyggere med  Hobro og Hadsund og Mariager som de største byområder.
Landskabet består primært af et  kuperet morænelandskab fra sidste istid. Selve Mariager Fjord er
dannet som en tunneldal under isen. Langs kysten er marint forland,
dannet efter sidste istid. 
Vandplanen omfatter 263 km vandløb, 9 søer større end 5 ha og 3
grundvandsforekomster. Hovedvandoplandet omfatter 2 kystvande –
Mariager Inderfjord og Mariager Yderfjord, der skilles ved en linje der går fra Dania i syd til Vive i nord. Den 42 km lange fjord den længste af de østjyske fjorde. De største vandløb i området er Villestrup Å og Kastbjerg Å.

## Natura 2000
Der er 6 Habitatområder, 2 Fuglebeskyttelsesområder
og 1 Ramsarområde som ligger helt eller delvist i hovedvandoplandet
Disse er samlet i 6 Natura 2000 områder, med et
samlet landareal på ca. 6.000 ha.
Habitatområder findes ved Rold Skov, Mariager Yderfjord, Kastbjerg
Ådal, Kielstrup Sø, Villestrup Ådal og Øster Lovnkær. De 2 førstnævnte
er desuden udpeget som EF-fuglebeskyttelsesområde.
Alle disse 3 områdetyper (Habitat-, EF-fuglebeskyttelses- og Ramsarområder)
er samlet som Natura 2000-områder, i alt 6, som har et
samlet areal på ca. 6.000 ha.

## Søer
I området ligger søerne Fuglsø ved Havndal, Gandrup Sø, Hobro Vesterfjord, Sem Sø Udbyover Sø,  Mossø, Kielstrup Sø
Fyrkat Engsø og Kjellerup Sø. Endvidere findes der 44 mindre søer i Natura 2000-
områderne.
Siden 1800-tallet er en række søer blevet afvandet, bl.a.  Grevelund Sø (10 ha), Store Arden Sø, Store Flaskesø (22 ha) og Overgaard Sø.

## Indsatsprogram
Man har fastsat et mål  for den samlede kvælstofreduktion på 19.000 tons, men vandplanerne fastlægger i første omgang kun en  indsats i forhold til 9.000
tons. Forbedringen af de fysiske forhold i vandløb er i vandplanerne
fastlagt på et niveau, der er realistisk at gennemføre i første
afkortede planperiode. Omkostningerne ved implementering af miljømålsloven i Hovedvandopland
Mariager Fjord forventes i 1. planperiode at blive i alt ca. 6,8  millioner kroner
pr. år.
I henhold til Lov om randzoner (lov nr. 591 af 14. juni 2011) udlægges
der randzoner på op til 10 meter fra bredden af alle vandløb og
søer større end 100m2 der ligger i landzone. I randzonen må der ikke foretages
gødskning, sprøjtning, dyrkning eller anden jordbearbejdning
Endvidere skal der fjernes over 50  faunaspærringer, hvoraf de 6 gennemføres i 1. planperiode 2010-2015, og der  gennemføres vandløbsreataurering på 16 km vandløb.
Effekten og målopfyldelse af nationale handleplaner for vandmiljø
og natur, herunder vand- og Natura 2000-planer gennemføres i
Danmark med det nationale overvågningsprogram NOVANA,

## Eksterne kilder og henvisninger
- 1.3 Mariager Fjord Arkiveret 14. juli 2014 hos  Wayback Machine
- Vandplan 1.3 Hovedvandopland Mariager Fjord

56°41′42.29″N 10°3′28.74″Ø / 56.6950806°N 10.0579833°Ø